# Light (låt)
Light är en låt framförd av Annika Wickihalder i Melodifestivalen 2024. Låten, som deltog i den femte deltävlingen, gick via finalkvalet till final.
Låten är skriven av Herman Gardarfve, Linnea Gawell, Patrik Jean och artisten själv.